# Drašnice
Drašnice est un village côtier du sud de la Croatie sur la côte de Makarska. Administrativement, il appartient à la municipalité de Podgora dans le comitat de Split-Dalmatie. Il se situe à 3 km au sud-est de Podgora.

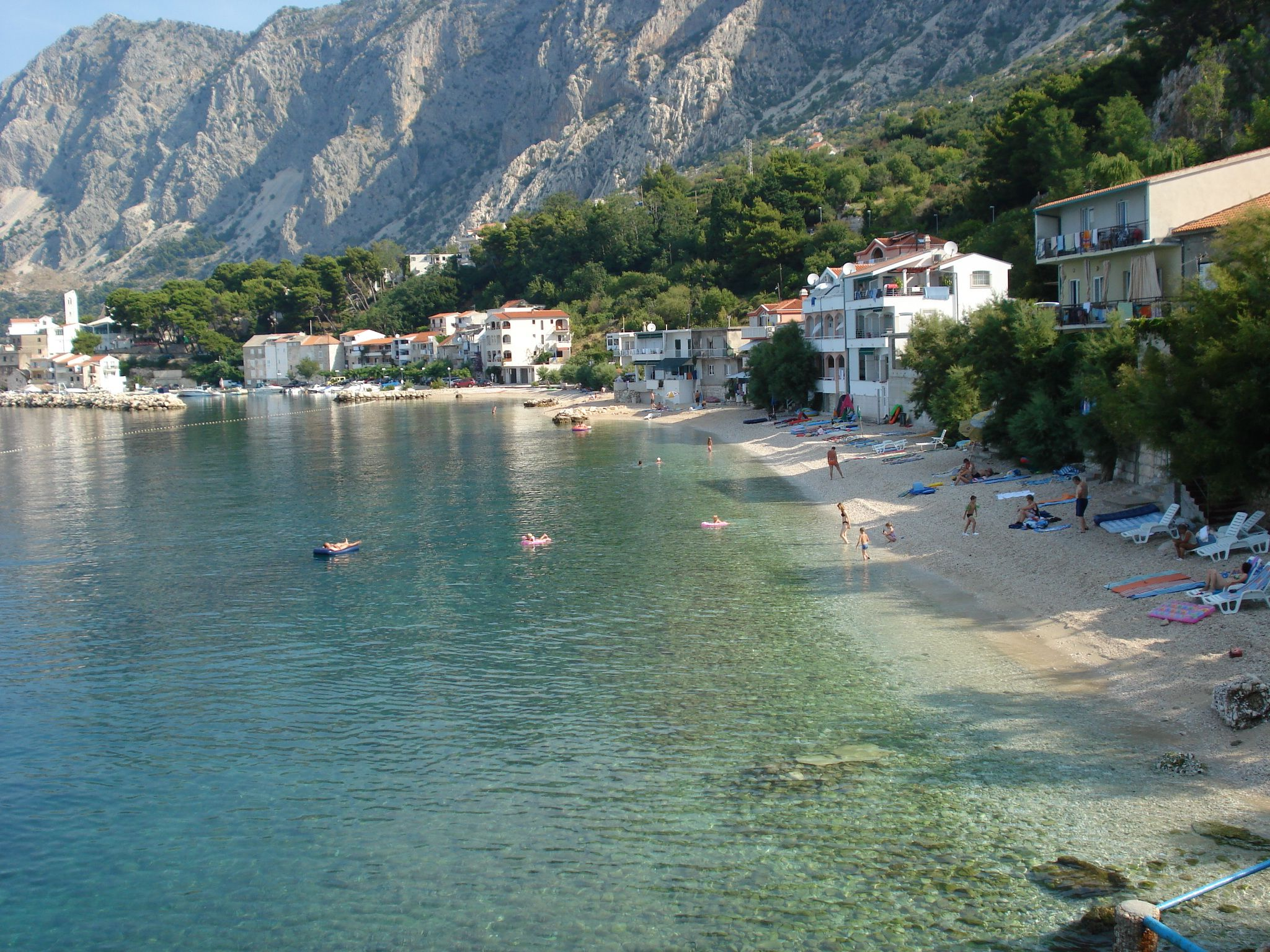
Plage d'Izbitac.

## Population
Selon le recensement de 2001, 328 personnes vivent à Drašnice.

## Accès
Le village est situé sur l'autoroute Adriatique, la principale route côtière croate, à 12 km de Makarska, à 150 km de Dubrovnik et à 75 km de Split.

## Économie
L'activité principale est le tourisme, auquel contribuent le grand ensoleillement et les plages de la région. Drašnice dispose de 1 100 lits catégorisés dans des logements privés. Les nombreuses plages permettent à chaque client de disposer de 8 m2 de plage par lit catégorisé. En plus du tourisme, les habitants de Drašnice pratiquent également la pêche, l'agriculture et l'oléiculture.[réf. nécessaire]

## Célébrités
- Antun Alačević, officier de l'armée vénitienne
- Ante Urlić, vice-amiral croate
- Grgur Urlić-Ivanović (1842 - 1902), écrivain et poète historique croate
- Velimir Visković, critique littéraire, essayiste et lexicographe croate